# H. Jon Benjamin
Harry Jon Benjamin (ur. 23 maja 1966 w Worcester w stanie Massachusetts) – amerykański aktor i scenarzysta.

## Filmografia

### Filmy
- 2001: To nie jest kolejna komedia dla kretynów jako lekarz szkolny
- 2004: Nowy Jork, nowa miłość jako Vendor
- 2007: Jak złamać 10 przykazań jako Lying Rhyno (głos)
- 2014: 22 Jump Street jako trener MCS

### Seriale TV
- 1998: Seks w wielkim mieście jako Jeff
- 2005: Wołanie o pomoc jako Gary
- 2006–: Głowa rodziny jako Carl Graves, Bob Belcher (głos)
- 2009: Parks and Recreation jako Scott Braddock
- 2009–2023: Archer jako Sterling Archer (głos)
- 2011: Amerykański tata jako mówiąca kapusta (głos)
- 2012: Podmiejski czyściec jako Tabitha
- 2012: Okropni Amerykanie jako Dick Maggotbone (głos)
- 2013: Złoty dotyk Nathana w roli samego siebie
- 2014–2018: Przegląd tygodnia: Wieczór z Johnem Oliverem jako Ben / naukowiec / pozwany
- 2015: Wet Hot American Summer: First Day of Camp jako puszka warzyw / Mitch
- 2015: Przygody Kota w butach jako Baltazar (głos)
- 2015: Niech żyje król Julian jako Fred (głos)
- 2015–2017: Specjalista od niczego jako Benjamin
- 2016–2017: Cudzoziemianie jako oficer Glimmer
- 2018: Simpsonowie jako Bob Belcher (głos)